# Lachnochaitophorus obscurus
Lachnochaitophorus obscurus är en insektsart som först beskrevs av Tissot 1932.  Lachnochaitophorus obscurus ingår i släktet Lachnochaitophorus och familjen långrörsbladlöss. Inga underarter finns listade i Catalogue of Life.